# Wapen van Deinze

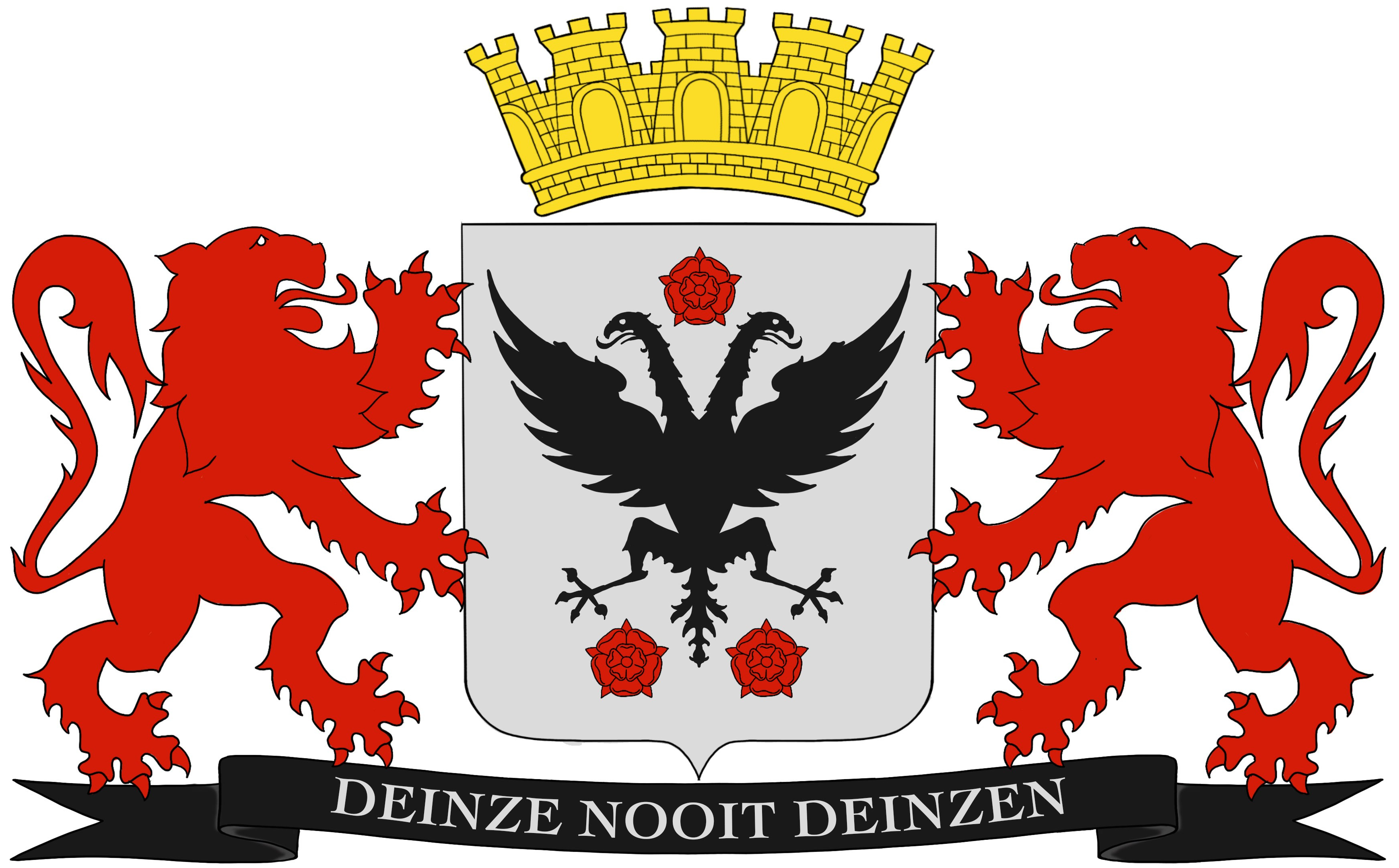
Het wapen van Deinze

Het wapen van Deinze werd op 3 december 1817  per besluit van de Hoge Raad van Adel aan de Oost-Vlaamse gemeente Deinze toegekend. De huidige versie, na de fusie met Nevele, werd op 7 februari 2020 per besluit van de Vlaamse Regering toegewezen.

## Blazoeneringen
Het wapen heeft in totaal drie versies, en evenzoveel blazoeneringen, gekend. Hieronder de drie verschillende versies:

### Eerste versie
De eerste blazoenering luidt als volgt:
Van zilver beladen met een dubbelde arend verzeld en chef van één en en pointe van twee roosen, alles van sabel.
Het wapen bestaat uit een zilveren schild met daarop een zwarte adelaar met twee hoofden. Boven de twee hoofden staat één roos, onder het lijf nog twee. Zowel de adelaar als de rozen zijn zwart van kleur. De rozen worden met steel afgebeeld.

### Tweede versie

Het wapen van Deinze

De tweede blazoenering is in het Frans en luidt als volgt:
D'argent à une aigle à deux têtes de sable accompagnée de trois roses de même une en chef et deux en pointe.

Wit koleur met eenen arend met twee hoofden van zwart koleur waerby dry roozen van zulke kleur, eene aan de bovenzyde en twee aen de onderzyde..
Het wapen wordt in zijn geheel overgenomen uit de Nederlandse periode. Alleen de beschrijving is gewijzigd.

### Derde versie
Na de gemeentefusie van 1977 werd in 1982 een nieuw versie ingevoerd waarvan de beschrijving luidt als volgt:
In zilver een dubbele adelaar van sabel, vergezeld van drie rozen van keel, één in het schildhoofd en twee in de punt.
Het wapen is, op de rozen na, ongewijzigd. De roden zijn nu rood van kleur en worden zonder stelen afgebeeld.

### Vierde versie
Na de fusie met Nevele op 1 januari 2019 werden twee rode leeuwen van het wapenschild van Nevele toegevoegd aan het bestaande wapenschild van de stad Deinze. De omschrijving luidt als volgt:
In zilver een dubbele adelaar van sabel, vergezeld van drie rozen van keel, één in het schildhoofd en twee in de schildvoet. Het schild getopt met een stedekroon met vijf torens van goud en gehouden door twee leeuwen van keel, het geheel rustend op een lint van sabel, met de spreuk DEINZE NOOIT DEINZEN in letters van zilver.

## Geschiedenis
In een wapenboek uit de late 15e eeuw staat de oudste bekende afbeelding van het wapen van Deinze. Deze afbeelding toont alleen de dubbele adelaar, zonder de rozen. Het zegel van zaken uit 1505 toont wel de adelaar met rozen. Een tussen de twee koppen en twee tussen de poten van de adelaar. De drie rozen waren allen rood van kleur.
In 1817 werd het wapen aan de gemeente Deinze toegekend met geheel zwarte rozen. De rozen werden daarnaast ook van stelen voorzien. Bij de bevestiging in 1838 werd deze versie overgenomen. Na de fusie in 1977 koos de nieuwe gemeente Deinze voor het oude wapen van de voorgaande gemeente Deinze, maar het wapen werd bij toekenning in 1982 wel gecorrigeerd, waardoor de rozen geen stelen meer hebben en rood van kleur zijn. Het wapen werd op 4 januari 1995 opnieuw toegekend. Op 1 januari 2019 fusioneerde de stad Deinze met Nevele. Op 24 januari 2019 keurde de gemeenteraad van Deinze het nieuwe wapenschild van de fusiestad goed dat bestaat uit het oude wapenschild van de stad Deinze met tweede rode leeuwen als schilddragers. Deze twee rode leeuwen verwijzen naar het Nevelse wapenschild dat 4 rode leeuwen bevatte. Op 7 februari 2020 werd de huidige versie van het wapenschild bekrachtigd door de Vlaamse Regering. 